# La Tina Ranch (Teksas)
La Tina Ranch je naseljeno mjesto za statističke potrebe u američkoj saveznoj državi Teksas. Prema popisu stanovništva iz 2010. u njemu je živjelo 618 stanovnika.